# Софі Сауер
Ганна Сара «Софі» Сауер (нід. Anna Sarah "Sophie" Souwer, нар. 29 червня 1987, Вестерворт, Гелдерланд, Нідерланди) — голландська академічна веслувальниця та акушерка. Триразова призерка чемпіонату світу з академічного веслування 2017, 2018 та 2019 року; чемпіонату Європи з академічного веслування 2013, 2015, 2016, 2017, 2018 та 2019 року. Учасниця Літніх Олімпійських ігор 2020 року.

## Життєпис
Софі Сауер народилася 29 червня 1987 року в місті Вестерворт, провінція Гелдерланд. Працювала в одному з ресторанів Австралії, що був розміщений на воді. Там її увагу привернули веслувальники й після повернення до Нідерландів Сауер облишила захоплення тенісом та сконцентрувалася на тренуваннях з академічної греблі. Професійну кар'єру веслувальниці почала з 2007 року. Тренувалася на базі клубу «AGSR Gyas» в Гронінгені. За освітою — акушерка, закінчила університет прикладних наук Інголланд. З листопада 2014 року практикує акушерство. Одружена з академічним веслярем Мартіно Горетті, що представляв Італію на Олімпійських іграх 2012 та 2016 року.
Першим змаганням міжнародного рівня, на яких Сауер взяла участь, був чемпіонат Європи з академічного веслування 2013 року в іспанському місті Севілья. У фінальному запливі парних четвірок з результатом 06.48.670 голландські веслувальниці зайняли друге місце, поступившись першістю суперницям з Німеччини (06.45.010 — 1-е місце), обігнавши при цьому команду з Італії (06.49.570 — 3-е місце).
Єдине на цю мить золото в активі Сауер було здобуто на чемпіонаті світу з академічного веслування 2017 року в Сарасоті. З результатом 06.16.720 в фінальному запливі четвірок парних голландські веслувальниці посіли перше місце, випередивши суперниць з Польщі (06.17.710 — 2-е місце) та Великої Британії (06.19.930 — 3-е місце).